# 安宅建樹
安宅 建樹（あたか たてき、1950年7月13日 -  ）は、日本の経営者。北國銀行頭取を務めた。

## 来歴・人物
石川県金沢市出身。1973年に金沢大学法文学部を卒業し、同年4月に北國銀行に入行した。1998年6月に取締役に就任し、2002年6月に常務、2004年6月に専務を経て、2006年6月には頭取に就任。2020年6月には会長に就任。